# Llac Ulungur
El llac Ulungur (en xinès simplificat: 乌伦 古 湖, en pinyin: Ulungur Hu) és un gran llac d'aigua dolça del nord-oest de la Xina, localitzat a la part nord de la Regió Autònoma Uigur de Xinjiang, al comtat de Fuhai. Amb una superfície de 1.035 km², és el catorzè llac per extensió de la Xina. (Anteriorment, el llac tenia una superfície menor, de 827 km² però després del transvasament que es realitza mitjançant un canal artificial des del riu Irtix, la seva superfície ha augmentat.)

## Geografia
El llac Ulungur es troba en una depressió àrida, i és el centre d'una conca endorreica, localitzada just al sud del curs xinès del riu Irtix (anomenat en aquesta regió Ertix He). S'alimenta principalment pel riu Urungu, que arriba des de l'est i que és el seu principal afluent natural, encara que alguns altres rius, molt més petits, també contribueixen a un proveïment intermitent.
El llac Ulungur es divideix en dos llacs més petits: el llac Buluntuo, localitzat més al nord, i amb molt, el més gran, i el llac Jili, al sud.
S'ha finalitzat recentment (començat el 1969 i en servei des de l'any 2000) un canal des de la conca pròxima de l'Irtix, per transferir una part del cabal del riu Irtix al llac. A través d'un canal de 300 km de longitud, són transferits 14,27 m³/, que totalitzen 450 milions de metres cúbics. Es preveu augmentar aquest volum a mil milions de metres cúbics el 2020.

## Turisme
Una gran platja de sorra s'estén al llarg de deu quilòmetres a la riba sud-est del llac, que ha esdevingut un lloc preferit pels turistes, car ofereix l'oportunitat de realitzar diverses activitats aquàtiques, com natació, passejades en bot, canoa, o a motor, etc.
A l'hivern, el llac està completament congelat, i s'hi organitza pesca al gel. L'aigua del llac és força salobre, però tot i així és rica en molts peixos d'aigua dolça, com la perca, el carassius, la tenca, l'ide o el rútil. Hom també troba al llac cloïsses d'aigua dolça.
El 1906, l'expedició liderada pel geòleg rus Vladimir Obrutxei va trobar a l'est del llac la «ciutat d'Èol» («Эоловый город»), un curiós paisatge rocós format per l'acció del vent.